# Etna (Ohio)
Etna é um lugar designado pelo censo localizado no condado de Licking no estado estadounidense de Ohio. No Censo de 2010 tinha uma população de 1.215 habitantes e uma densidade populacional de 739,93 pessoas por km².

## Geografia
Etna encontra-se localizado nas coordenadas 39° 57′ 19″ N, 82° 41′ 10″ O. Segundo a Departamento do Censo dos Estados Unidos, Etna tem uma superfície total de 1.64 km², da qual 1.63 km² correspondem a terra firme e (0.63%) 0.01 km² é água.

## Demografia
Segundo o censo de 2010, tinha 1.215 habitantes residindo em Etna. A densidade populacional era de 739,93 hab./km². Dos 1.215 habitantes, Etna estava composto pelo 91.69% brancos, o 3.62% eram afroamericanos, o 0% eram amerindios, o 1.89% eram asiáticos, o 0% eram insulares do Pacífico, o 0.41% eram de outras raças e o 2.39% pertenciam a duas ou mais raças. Do total da população o 1.48% eram hispanos ou latinos de qualquer raça.